# Моно (Италия)
 Тази статия е за селото в Северна Италия.  За административния окръг в Калифорния вижте Моно.  За езерото в Калифорния вижте Моно (езеро).
Мо̀но (на италиански: Monno, на източноломбардски: Mòn, Мон) е село и община в Северна Италия, провинция Бреша, регион Ломбардия. Разположено е на 1066 m надморска височина. Населението на общината е 566 души (към 2013 г.).